# Heriberto Yépez
Heriberto Yépez  (Tijuana, Baja California; 2 de septiembre de 1974) es un escritor, ensayista, poeta y traductor mexicano que se dedica a temas como la cultura fronteriza entre México y Estados Unidos (en especial la literatura del narco) y la cultura global, así como estudios críticos sobre la literatura mexicana y americana. 

## Trayectoria
Estudió filosofía en la Universidad Autónoma de Baja California, maestría en psicoterapia Gestalt, y doctorado en lenguas y literatura hispánica con énfasis en Teoría Crítica en la Universidad de California Berkeley.
Desde el 2001 es catedrático en su alma mater en la Facultad de Humanidades para dar clases en la Escuela de Artes, en el campus de Tijuana. Fue discípulo del filósofo Horst Matthai Quelle, becario del FOECA-Baja California (2002) y del FONCA (2003-2004).
Como escritor, cuenta con reconocimiento entre sus pares (como Daniel Sada y Evodio Escalante) y ha obtenido más de una docena de distinciones entre las cuales se encuentra el Premio Nacional de Ensayo "Abigael Bojórquez" con su trabajo Luna creciente: Contrapoéticas norteamericanas del siglo XX (2001); el Premio Nacional de Poesía Experimental "Raúl Renán" con la obra El órgano de la risa (2007); el Premio Nacional de Ensayo “Carlos Echánove Trujillo” con el ensayo El Imperio de la Neomemoria (2007); y el Premio Nacional de Ensayo Malcolm Lowry con su estudio (inédito) sobre Jerome Rothenberg en México (2009). 
Ha impartido charlas, talleres y conferencias en diversos lugares de Estados Unidos, principalmente en centros universitarios como lo son la Universidad Naropa, Universidad de California Los Ángeles, Universidad de Berkeley, Universidad de Arizona y Universidad de Harvard, entre otras. En el 2011 fue profesor visitante del programa de maestría en escritura de la Universidad de California en San Diego (UCSD). Heriberto Yépez es el Tótem fundacional de los seguidores del movimiento contracolonial.
Ha colaborado en publicaciones mexicanas y estadounidenses como Alforja, El Angel del Reforma, La jornada Semanal, La tempestad, Cross Cultural Poetics, Rattapallax, Replicante, Shark y Tripwire. Ha traducido obras del poeta Jerome Rothenberg.

## Obras

##### Ensayos
- La colonización de la voz. La literatura moderna, Nueva España, el náhuatl, de Heriberto Yépez, Axolotl Ediciones, México, 2018.
- La increíble hazaña de ser mexicano (ensayo), Planeta, México, 2010.
- A la caza del lenguaje en tiempos light (ensayo), Tierra Adentro, México, 2002.

##### Traducciones
- Transnational Battle Field, Heriberto Yépez, Commune Editions, Oakland, 2017.
- Mexiconceptual, de Heriberto Yépez, Satélite y Taller de Ediciones Económicas, México, 2017.
- Lilia Prado Superstar y otros chismes, de Ulises Carrión; editado por Juan J. Agius y traducido por Heriberto Yépez (y estudio del arte contemporáneo de Carrión); Volumen 3 del Archivo Carrión, J. J. Agius y H. Yépez (coords.), Tumbona, México, 2014.
- El arte correo y el Gran Monstruo, de Ulises Carrión; editado por Juan J. Agius y traducido por Heriberto Yépez (y estudio del arte correo de Carrión); Volumen 2 del Archivo Carrión, J. J. Agius y H. Yépez (coords.), Tumbona, México, 2014.
- 25 Caprichos a partir de Goya, de Jerome Rothenberg (introducción y traducción de H. Yépez), Calamus, México, 2011.
- Ojo del testimonio. Escritos selectos 1951-2010 de Jerome Rothenberg (selección, traducción y notas de H. Yépez), Aldus, México, 2011.
- La otra raza cósmica de José Vasconcelos (traducción del inglés al español H. Yépez), Almadía, México, 2010.
- El diablo es parco. Los aforismos de William Blake, traducción, Verdehalago, México, 2006.
- Traductor del libro bilingüe 25 Caprichos After Goya, with translation into Spanish, Jerome Rothenberg, Kadle, Barcelona, 2004.
- Babellebab (Non-Poetry on the End of Translation) (poesía experimental en inglés), Duration Press, 2003.

##### En inglés
- El libro de lo post-poético, de Heriberto Yépez, Instituto de Cultura de Baja California, Mexicali, 2012.
- Eye of Witness. A Jerome Rothenberg Reader, coeditado por Heriberto Yépez con el autor (J.R.) Black Widow Press, Boston, 2013.
- The Empire of Neomemory, de Heriberto Yépez; Jen Hofer, Christian Nagler y Brian Whitener (traductores), Chain Links, Oakland, 2013.
- Wars. Threesomes. Drafts. & Mothers (híbrido narrativo), Factory School, Nueva York, 2007.

##### Novela
- Al otro lado (novela), Planeta, México, 2008.
- A.B.U.R.T.O. (novela), Sudamericana, México, 2005.
- El matasellos (novela experimental), Sudamericana, México, 2004.

##### Poesía
- L=A=N=G=U=A=G=E Contraataca! Poéticas 1975-2011, de Charles Bernstein; Heriberto Yépez (coord.), Aldus-Universidad Autónoma de Nuevo León, México, 2013.
- Contrapoemas (poesía), Aullido Libros, España, 2009.
- El órgano de la risa (poesía), Aldus, México, 2008.
- Por una poética antes del paleolítico y después de la propaganda (poemas, traducciones y poética aforística), Anortecer, Tijuana, 2000.
- Luna creciente. Contrapoéticas norteamericanas del siglo XX (crítica literaria), Cecut-Conaculta, Tijuana, 2002.

##### Crítica, crónica y otros
- El arte nuevo de hacer libros, de Ulises Carrión, editado por Juan J. Agius, Volumen 1 del Archivo Carrión, J. J. Agius y H. Yépez (coords.); introducción y traducción de H. Yépez, Tumbona, Consejo Nacional para la Cultura y las Artes, México, 2012.
- Contra la Tele-Visión (pequeño libro de bolsillo, teoría), Tumbona Ediciones, México, 2008. Segunda edición 2010.
- El Imperio de la Neomemoria (teoría), Almadía, México, 2007.
- Sobre la impura esencia de la crítica (crítica literaria), Conaculta/Cecut, Tijuana, 2007.
- Tijuanologías (crónica), Umbral-UABC, Mexicali, 2006.
- Made In Tijuana (crítica y crónica), ICBC, Mexicali, 2006.
- Aquí es Tijuana / Here is Tijuana (edición doble); recopilación de fotografías, datos y citas sobre Tijuana, Black Dog Publishing, Londres, 2006, coeditado con Fiamma Montezemolo y René Peralta.
- 41 clósets (híbrido narrativo), Cecut, Tijuana 2006.
- Cuentos para oír y huir al otro lado (relatos), UABC-Plaza y Valdés, México, 2002.
- Co-traductor de Un cruel nirvana / A cruel nirvana, antología bilingüe de la poesía de Jerome Rothenberg, El Tucán de Virginia, México, 2002.
- Escritos heteróclitos (crítica literaria), Instituto de Cultura de Baja California, Mexicali, 2002.
- Ensayos para un desconcierto y alguna crítica-ficción (crítica literaria), Instituto de Cultura de Baja California, Mexicali, 2001.
- "Hegel, pantopía y cuerpo inconsciente" en Figuras. Estética y fenomenología en Hegel. Comp. Carlos Oliva. FFyL, México, 2009.